# Голяма награда на Мароко
Голямата награда на Мароко е състезание от световния шампионат ФИА Формула 1, проведено на пистата Айн Диаб в Казабланка, Мароко
Състезанието е проведено само два пъти – 1957 и 1958 г., като през 1957 г. то е нешампионатно. През следващата година, вече като шампионатно, се провежда на 19 октомври и е спечелено от Стърлинг Мос. Състезанието е помрачено от смъртта на Стюърт Луис-Еванс (завършил втори в състезанието през 1957 г.). Той загива в Лондонска болница от изгаряния, шест дни след катастрофата. Двигателят на неговия Вануол спира да работи (вероятно заради прах) и с висока скорост той катастрофира в бариерите и се възпламенява. Това е последното Гран При организирано в Мароко.

## Победители
| Година | Пилот        | Конструктор | Писта    | Статистика |
| ------ | ------------ | ----------- | -------- | ---------- |
| 1958   | Стърлинг Мос | Вануол      | Аин-Диаб | Статистика |
| 1957   | Жан Бера     | Мазерати    | Аин-Диаб | Статистика |